# Novîi Tik, Demîdivka
Novîi Tik (în ucraineană Новий Тік) este un sat în comuna Boremel din raionul Demîdivka, regiunea Rivne, Ucraina.

## Demografie
Componența lingvistică a localității Novîi Tik
     Ucraineană (94,74%)
     Rusă (5,26%)
Conform recensământului din 2001, majoritatea populației localității Novîi Tik era vorbitoare de ucraineană (94,74%), existând în minoritate și vorbitori de rusă (5,26%).